# Hans Zesewitz
Hans Zesewitz (* 23. Dezember 1888 in Colditz; † 26. Januar 1976 in Hohenstein-Ernstthal) war ein deutscher Lehrer und Karl-May-Forscher.

## Leben und Werk
Der nach dem Besuch des Lehrerseminars in Rochlitz zunächst ab 1909 in Rochsburg und dann in Hohenstein-Ernstthal ab 1912 als Lehrer und später auch als Leiter der Stadtbibliothek tätige Hans Zesewitz gilt als einer der Begründer der Karl-May-Forschung. Sein besonderes Verdienst ist die Ermittlung des Geburtshauses von Karl May. Seit 1921 publizierte er zahlreiche Beiträge über Karl May. 1942 war er maßgeblich an der Sammlung von Geldmitteln für einen Karl-May-Hain mit Gedenkstein beteiligt.

## Ehrungen
Die Stadtbibliothek in Hohenstein-Ernstthal trägt heute seinen Namen.